# Bergby en Botlöt
Bergby en Botlöt (Zweeds: Bergby och Botlöt) is een småort in de gemeente Sigtuna in het landschap Uppland en de provincie Stockholms län in Zweden. Het småort heeft 55 inwoners (2005) en een oppervlakte van 15 hectare. Eigenlijk bestaat het småort uit twee plaatsen: Bergby en Botlöt. Het småort ligt daar waar twee (kleine) wegen elkaar kruizen en wordt omringd door zowel landbouwgrond als bos.